# Laura Beyne
Pour les articles homonymes, voir Beyne.
Laura Beyne, née le 25 mai 1992 à Bruxelles, a été élue 1re dauphine de Miss Bruxelles 2012, puis Miss Belgique 2012.
Elle parle couramment le néerlandais, le français et l'anglais.

## Biographie

### Jeunesse et études
Laura Beyne est née le  25 mai 1992 à Bruxelles, en Belgique. Elle est la fille d'un garagiste belge et d'une mère au foyer congolaise. Son père a passé sa jeunesse au Congo mais ayant des différends avec le président Mobutu Sese Seko, il décida de quitter le pays pour rejoindre la Belgique et laissa la totalité de ses biens au Congo.
Elle est diplômée du lycée néerlandophone Maria Assumpta lyceum en 2011.

### Élection Miss Belgique 2012
Élue successivement 1re dauphine de Miss Bruxelles 2012, Laura Beyne est élue puis sacrée Miss Belgique 2012 le 8 janvier 2012 au Casino de Knokke à 19 ans. Elle succède à  Justine de Jonckheere, Miss Belgique 2011.
Ses dauphines : 
- 1re dauphine : Aurore De Geest, Miss Hainaut.
- 2e dauphine : Jade Moens, Miss Brabant wallon.

### Année de Miss Belgique
Laura Beyne s'est vu décerner le 1er février 2012 à l'issue de l'émission Les Etoiles de BES de Gold FM le diplôme de Grande excellence des Etoiles de BES de 4 étoiles pour sa victoire au concours Miss Belgique 2012.
Elle est reçue avec sa mère le 5 mai 2012 à l'Ambassade de la République démocratique du Congo à Bruxelles par l'ambassadeur Henri Mova Sakanyi. Ce dernier la considère comme une ambassadrice par excellence du Congo en Belgique et à l’international et porteuse d'un message d’espoir pour la femme et la diaspora congolaises.
Elle représente la Belgique au concours Miss Univers 2012 à Las Vegas, aux États-Unis le 19 décembre 2012. Elle n'atteint pas la demi-finale. C'est la 2e année consécutive que la Belgique ne parvient pas à se placer en demi-finale.
Elle représente de nouveau son pays le 18 août 2012 au concours Miss Monde 2012 à Ordos, en Chine. Elle ne se classe pas en demi-finale. C'est notamment la 16e année consécutive que la Belgique ne se classe pas en demi-finale du concours.
Le 6 janvier 2013, elle transmet son titre de Miss Belgique à Noémie Happart, Miss Liège, élue Miss Belgique 2013.
Depuis le mois de juillet 2016, Laura Beyne est speakerine sur RTL-TVI, en alternance avec Jill Vandermeulen.